# Kim Ng
Pour l’article homonyme, voir Ng.
Kim Ng (née le 17 novembre 1968 à Indianapolis, Indiana, États-Unis) est une dirigeante de baseball. Depuis mars 2011, elle est la vice-présidente senior des opérations baseball de la Ligue majeure de baseball (MLB).

## Biographie
Kimberly Ng est née à Indianapolis. Sa famille est d'origine chinoise et elle est la plus âgée des cinq filles de Jin Ng et Virginia Fong. Ses deux parents œuvrent dans le domaine bancaire,. Kim, qui grandit à New York et dans le New Jersey, attribue à son père, qui meurt alors qu'elle est âgée de 11 ans, son intérêt pour les sports. Elle pratique le baseball dans les rues de Queens, joue au tennis et est nommée meilleure joueuse de champ intérieur de l'équipe de softball de l'université de Chicago. Elle gradue de cette institution en 1990 avec un A. B. en politique publique,. Le sujet de sa thèse est l'amendement Titre IX, qui interdit toute discrimination sur la base du sexe dans les programmes d'éducation soutenus par l’État américain.

### Carrière
Après l'université, Kim Ng décroche un stage chez les White Sox de Chicago, une équipe de la Ligue majeure de baseball. Engagée par le directeur général Dan Evans, son salaire de départ est d'à peine 20 000 dollars par année, ce qui la contraint à occuper en parallèle deux autres emplois. Une de ses premières tâches comme stagiaire est de préparer la cause des White Sox en arbitrage contre le joueur Cory Snyder, que l'équipe gagne, économisant ainsi 200 000 dollars. Elle devient employée à temps plein du club en 1991. Elle est éventuellement promue par les White Sox au poste de directrice adjointe aux opérations baseball.
En 1995, Kim Ng est à 26 ans la plus jeune personne, et la première femme, à plaider une cause d'arbitrage salarial devant les Ligues majeures de baseball. La cause concerne Alex Fernandez et le jugement est en faveur des White Sox, qui économisent 650 000 dollars en contestant la somme de 3,9 millions que demandait l'agent de Fernandez, Scott Boras.
En 1997, elle est à l'emploi de la Ligue américaine de baseball (l'une des deux composantes de la Ligue majeure de baseball, dont les administrations sont à l'époque séparées) et ses tâches consistent à approuver les transactions entre clubs.
En 1998, elle est engagée par les Yankees de New York au poste de directrice générale adjointe de Brian Cashman. À 29 ans, Ng est la plus jeune personne à occuper un tel poste dans les majeures, et la 3e femme. Elle est promue au poste de vice-présidente des Yankees au printemps 2001 et remet sa démission à l'échéance de son contrat en novembre suivant.
Un mois après son départ des Yankees, elle est engagée en décembre 2001 par les Dodgers de Los Angeles, qui en font leur vice-présidente et adjointe du directeur général. Elle travaille aux côtés de trois directeurs généraux des Dodgers, successivement Dan Evans, Paul DePodesta et Ned Colletti.
En mars 2011, Kim Ng laisse son poste chez les Dodgers et devient vice-présidente sénior des opérations baseball au sein de la Ligue majeure de baseball, dont les bureaux sont situés à New York. Elle se réfère au vice-président exécutif de la MLB, Joe Torre, et supervise les opérations internationales de la ligue en République dominicaine, au Venezuela et à travers l'Asie.

### Candidatures au poste de directrice générale
En date de 2015, aucune femme n'a occupé un poste de directeur général dans la Ligue majeure de baseball, ni de poste équivalent dans une des quatre ligues sportives professionnelles dites « majeures » en Amérique du Nord (NFL, MLB, NBA, LNH). Kim Ng a été à de nombreuses reprises une candidate à l'un de ces postes au sein d'un des 30 clubs de la MLB. En tant qu'assistante au directeur général, elle était aux premières loges pour remplacer Paul DePodesta chez les Dodgers en 2005, mais le club choisit plutôt de confier la responsabilité à Ned Colletti. En 2008, elle est reçue en entrevue par les Mariners de Seattle, qui choisissent plutôt Jack Zduriencik. En 2009, les Padres de San Diego démontrent à leur tour un intérêt envers Ng, mais choisissent Jed Hoyer. En octobre 2011, elle est une des candidates déçues au poste de directeur général des Angels d'Anaheim, qui engagent Jerry Dipoto. Les Padres manifestent de l'intérêt à nouveau en juillet 2014, mais après une série d'entrevues offrent le poste de directeur général à A. J. Preller. Le 13 novembre 2020, les Marlins de Miami embauchent Kim Ng, faisant d'elle la première directrice générale américano-asiatique de l'histoire de la ligue, faisant d'elle la première directeur général américano-asiatique de l'histoire de la ligue. 